# Thomas Wünsch (Staatssekretär)
Thomas Wünsch (* 16. Juni 1969 in Schönebeck (Elbe)) ist ein deutscher Jurist und Politiker (SPD). Er war von 2012 bis 2016 Staatssekretär des Ministeriums für Justiz und Gleichstellung des Landes Sachsen-Anhalt, von 2016 bis 2021  Staatssekretär des Ministeriums für Wirtschaft, Wissenschaft und Digitalisierung des Landes Sachsen-Anhalt und ist seit 2021 Staatssekretär des Ministeriums für Wissenschaft, Energie, Klimaschutz und Umwelt des Landes Sachsen-Anhalt.

## Leben
Wünsch studierte von 1990 bis 1995 Rechtswissenschaften an der Universität Halle-Wittenberg. Von 1996 bis 1999 war er wissenschaftlicher Mitarbeiter der Universität, ging dann ins Referendariat und bestand die zweite Staatsprüfung.
Danach leitete Thomas Wünsch das Prüfungsamt der Juristischen Fakultät der Universität Halle-Wittenberg, bis er 2008 persönlicher Referent von Justizministerin Angela Kolb wurde. 2010 stieg er zum Leiter des Ministerbüros auf, 2012 wurde er als Nachfolger von Eberhard Schmidt-Elsaeßer zum Staatssekretär ernannt.
Im Zuge der Kabinettsumbildung nach der Landtagswahl wechselte Wünsch zum 27. April 2016 in das Ministerium für Wirtschaft, Wissenschaft und Digitalisierung des Landes Sachsen-Anhalt und wurde dort Staatssekretär unter Minister Jörg Felgner, ab 2017 unter dessen Nachfolger Armin Willingmann. Als Willingmann im September 2021 im Kabinett Haseloff III zum Minister für Wissenschaft, Energie, Klimaschutz und Umwelt ernannt wurde, folgte ihm Wünsch als Staatssekretär in dieses Ministerium. Dort ist er für die Bereiche Wissenschaft und Energie zuständig.
Wünsch ist Mitglied der SPD und war Vorsitzender des SPD-Ortsvereins Halle-Nordwest. Er ist verheiratet und hat zwei Töchter.